# Ostrygowate
Ostrygowate, ostrygi (Ostreidae) – rodzina osiadłych małży nitkoskrzelnych z rzędu Ostreoida, licząca około 100 gatunków, m.in. ostryga jadalna (Ostrea edulis), ostryżyca amerykańska (Crassostrea virginica) i ostryżyca japońska (Crassostrea gigas). Są uznawane za najcenniejsze mięczaki jadalne, poławiane i hodowane.

## Występowanie
Są to gatunki szeroko rozprzestrzenione we wszystkich płytkich morzach słonych stref ciepłej i umiarkowanej. Nie ma ich w rejonach polarnych. Żyją na przybrzeżnych skałach, na głębokości kilku metrów. Niektóre gatunki tworzą duże ławice.

## Budowa
Mają asymetryczną, płaską muszlę, cienkościenna połówka górna przykrywa wypukłą i grubościenną połówkę dolną, przyrośniętą do podłoża, ściśle do niego dopasowaną (co powoduje znaczne różnice kształtu pomiędzy osobnikami). Połówki muszli łączy elastyczne więzadło. Zamek muszli jest pozbawiony zębów, a noga całkowicie zredukowana. Szeroki mięsień zwieracz jest położony w pobliżu środka skorup. Długość muszli zróżnicowana – od około 1 cm do 60 cm. Zwykle są to dość duże małże, przy czym największe rozmiary i najbardziej regularne kształty osiągają osobniki dysponujące dużą przestrzenią życiową.

## Odżywianie
Przy lekko rozchylonych połówkach ruch rzęsek wewnątrz muszli powoduje przepływ wody, z której zwierzę odcedza drobne cząsteczki organiczne.

## Rozmnażanie
Ostrygi są rozdzielnopłciowe lub hermafrodytyczne, jajorodne lub larworodne, bardzo płodne (do 100 mln jaj z 1 osobnika). Rozmnażają się latem. Kuliste orzęsione larwy unoszą się w wodzie swobodnie przez kilka dni. W końcu opadają i na stałe przytwierdzają się do podłoża.

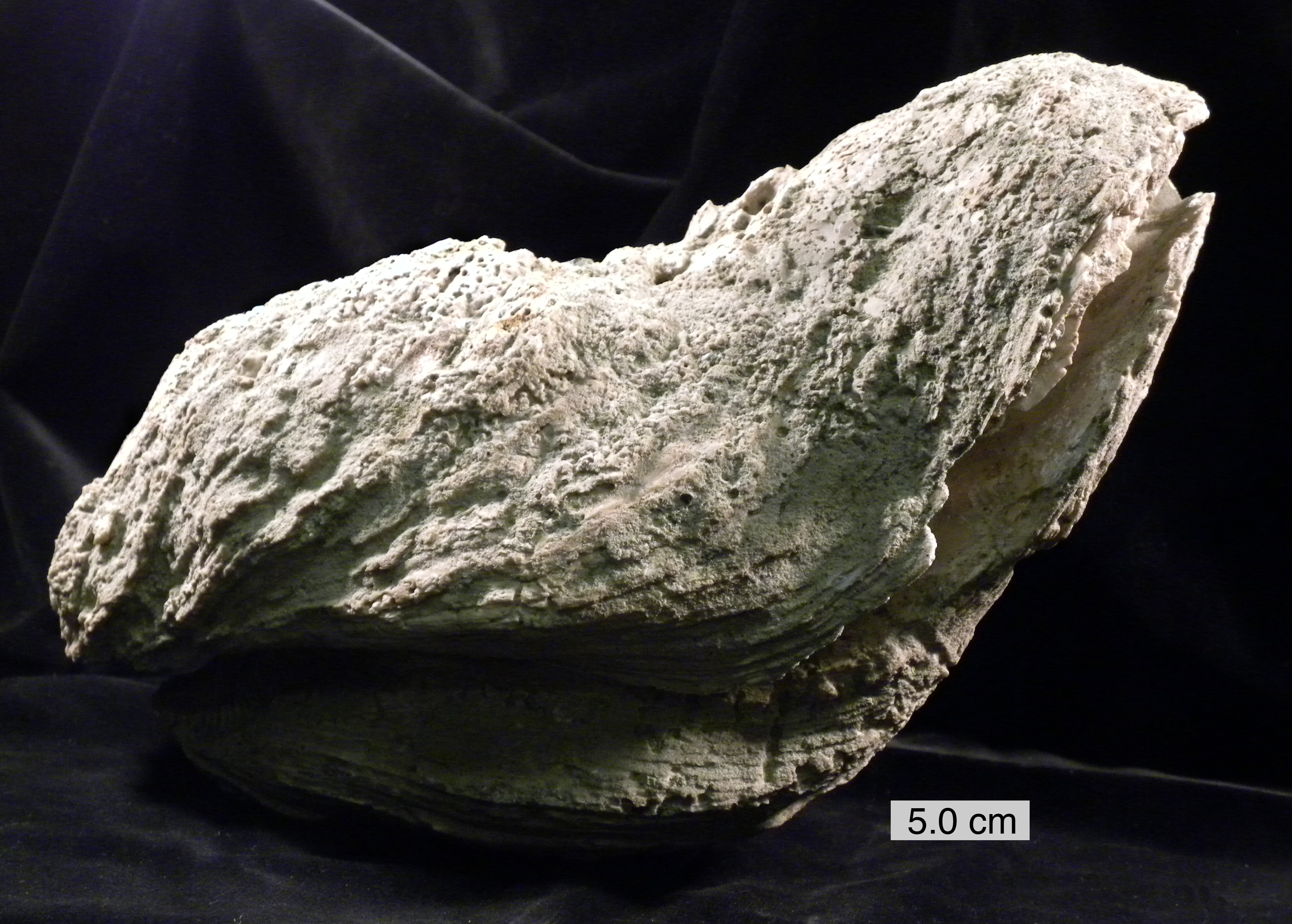
Crassostrea gigantissima (Finch, 1824)

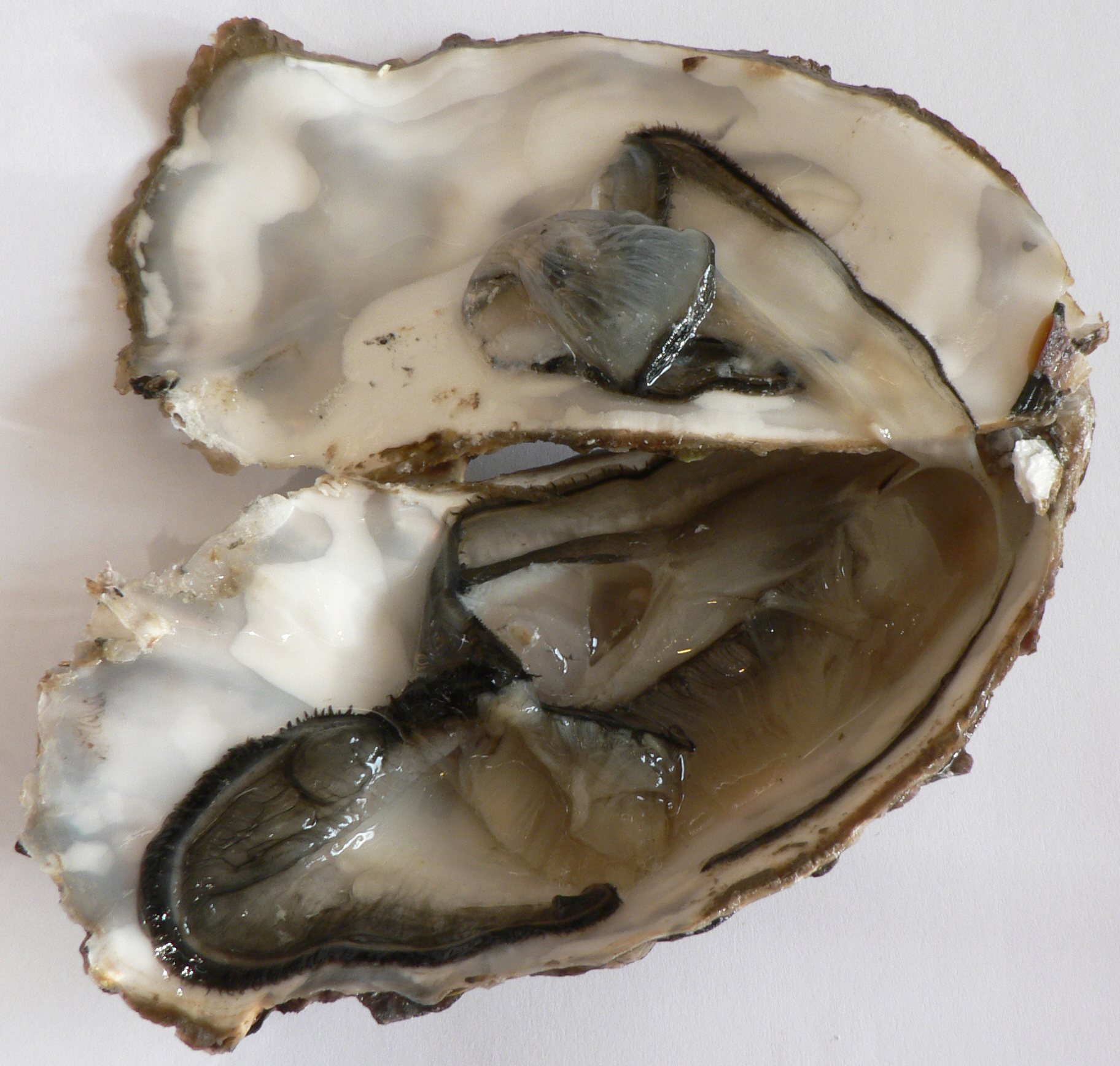
Ostrygi

## Znaczenie ostryg
Ostrygi stanowią wartościowy i zdrowy pokarm, zaliczane są do owoców morza i z tego powodu mają bardzo duże znaczenie gospodarcze. Ślady wykorzystywania ostryg przez ludzi pochodzą z epoki kamiennej. Przez Rzymian i Chińczyków były hodowane w celach spożywczych już w starożytności. W szczytowym okresie (koniec XIX wieku) wzdłuż atlantyckich wybrzeży Ameryki Północnej poławiano rocznie blisko 1,5 mln ton surowej masy.

## Systematyka
Współcześnie żyjące gatunki ostryg grupowane są w kilkunastu rodzajach, z których największe znaczenie mają:
- Ostrea – rodzaj typowy rodziny
- Crassostrea
- Lopha.